# ترتزانو سول ناویلیو
ترتزانو سول ناویلیو (به ایتالیایی: Trezzano sul Naviglio) یک کومونه در ایتالیا است که در استان میلان واقع شده‌است. ترتزانو سول ناویلیو ۱۰٫۸ کیلومتر مربع مساحت و ۱۹٬۳۵۰ نفر جمعیت دارد و ۱۱۶ متر بالاتر از سطح دریا واقع شده‌است.

## خواهرخوانده
شهرهای بویه و اشینگ خواهرخوانده‌های ترتزانو سول ناویلیو هستند.